# أيه آي إل ستورم
أيه آي إل ستورم هي مركبة إسرائيلية الصنع مخصصة للطرق الوعرة وهي من المركبات الرئيسية لقوات الأمن الإسرائيلية. أُنتجت سلسلة المركبات المعتمدة على طراز جيب رانجلر بواسطة شركة صناعات السيارات الإسرائيلية المحدودة في الناصرة العليا بترخيص من شركة كرايسلر منذ عام 1990. وتلعب هذه المركبات عددًا من الأدوار العسكرية، بما في ذلك دور مركبة المشاة المدرعة، وتتوفر نماذج معينة للتصدير وكذلك للسوق المدنية.
بدأ إنتاج طراز الجيل الثاني المحدث ذي الأربعة أبواب في عام 2006 على الرغم من بعض التردد من العميل الرئيسي للسيارة ستورم، وهي قوات الدفاع الإسرائيلية. انتهت أعمال تطوير الجيل الثالث من السيارة المعتمدة على طراز جيب رانجلر جي كيه الجديد، ويجري حاليًا إنتاج كميات كبيرة منها للعملاء الإسرائيليين والأجانب.

## ستورم 1
مركبة إم-240 ستورم متعددة المهام هي الأولى من بين ثلاثة أجيال من ستورم. وهي إصدار من جيب رانجلر YJ 1991 على قاعدة العجلات سي جيه-6 / سي جيه-8 الأقدم، تنتج شركة السيارات الإسرائيلية المحدودة السيارة بالكامل ، حيث أن تصنيعها غير مجد اقتصاديًا على نطاق سوق ستورم.
كانت السيارة ستورم مخصصة في المقام الأول لتلبية الاحتياجات العسكرية الإسرائيلية، ولكن تُنتَج إصدارات طويلة وقصيرة قادرة على ذلك للسوق المدنية المحلية. مثل سيارة الجيب، فهي تتميز بتصميم تقليدي للمحرك الأمامي مع جلوس السائق والركاب خلف المحرك، مع وجود مساحة للشحن أو الركاب خلفهم. يشغلها محرك بنزين AMC سعة 3.983 لترًا بست أسطوانات متتالية مع حقن الوقود الذي ينتج 180 حصان (130 كـو) عند 4700 دورة في الدقيقة، مزودة بمنظف هواء فورتوكس ثنائي المراحل أو محرك ديزل توربيني رباعي الأسطوانات سعة 2.5 لتر من فولكس فاجن ينتج 88 كيلووات (118 حصان) عند 4200 دورة في الدقيقة. المحور الأمامي عائم بالكامل والمحور الخلفي عائم جزئيًّا، في حين أن الإطار والجسم المعزز بالإضافة إلى زوايا الاقتراب والمغادرة الجيدة (40 درجة و37 درجة للإطار القصير، و40 درجة و26.5 درجة للإطار الطويل) تضيف إلى قدرة ستورم على الطرق الوعرة.
طولي إطار الإنتاج 4.15 متر و5 أمتار. وكان الأخير من بين الطرازات القليلة المشتقة من سيارة جيب التي تُنتج في السنوات الأخيرة، وكان متاحًا في طرازات مدنية وعسكرية. وبعيدًا عن السوق الإسرائيلية، تُصدَر سيارات ستورم منذ فترة طويلة إلى دول في أمريكا الجنوبية وآسيا وأفريقيا. دُمج خط إنتاج تديره شركة جيب في مصر، والذي تستخدم مركباته القوات المسلحة المصرية، في إنتاج شركة أيه آي إل بعد إغلاقه في عام 1995.

### إصدارات القطاع الأمني
مثل السيارة الأم جيب رانجلر، فإن ستورم هي في المقام الأول مركبة قابلة للنقل جوًّا قادرة على السير على الطرق الوعرة ومركبة متعددة الاستخدامات، تهدف إلى التعامل مع التضاريس القاسية في دور الاستطلاع العام، ويمكن تجهيزها بمدفع رشاش أو أنظمة أسلحة أخرى. بتسليحها بمدفع إم-40 عديم الارتداد، تتمتع المركبة بقدرة فريدة على إطلاق النار مباشرة فوق غطاء محركها المزود بواقي من الانفجارات بدلًا من الوضع العمودي المطلوب في معظم المركبات الأخرى.
يستخدم أحد أشكال الإصدار الموسع المستخدم في دورية الحدود الصحراوية مظلة عالية السقف تسمح بتركيب مدفع رشاش ثقيل دوار في الخلف، بينما يمكن تمديد المظلة لتوفير مركز قيادة متنقل. غالبًا ما يستخدم الضباط نسخة ذات سقف صلب ومكيفة من النموذج الموسع، كما تحتوي النسخة التي طُورت لمكافحة الشغب على درع شفاف من البولي كربونات على طول الجوانب الخلفية والسقف، بالإضافة إلى فتحات للمدافع للأسلحة الأقل فتكًا. يسمح الدرع بمجال رؤية واسع وفي نفس الوقت يوفر الحماية ضد القنابل الحارقة ورمي الحجارة.

### النسخة المدرعة
عندما أصبحت الحاجة إلى مركبة مدرعة خفيفة واضحة لقوات الأمن الإسرائيلية، صمم قسم الهندسة في AIL نظام حماية للمركبة من الأسفل إلى الأعلى، ودمجه في المركبة الموجودة بطريقة لا تؤثر على قدراتها على الطرق الوعرة وغيرها، ولا تخلق الضغط الميكانيكي وزيادة في الصيانة المرتبطة غالبًا بالتسليح العلوي، ويرجع ذلك جزئيًا إلى قوتها البالغة 180 حصان (130 كـو)محرك محقون.
توفر الدروع حماية من عيار 7.62×39 مم (0.3 وهي تستخدم ذخيرة خارقة للدروع، وتحافظ على نسبة عالية من الحماية إلى الوزن والتكلفة من خلال استخدام المواد المتقدمة المعتمدة من قبل جيش الدفاع الإسرائيلي. الوزن الإجمالي للمركبة في التكوين الإسرائيلي المحمي هو 3000 كيلوجرام، مع استخدام عدة مستويات حماية مختلفة في الوحدات الفردية.

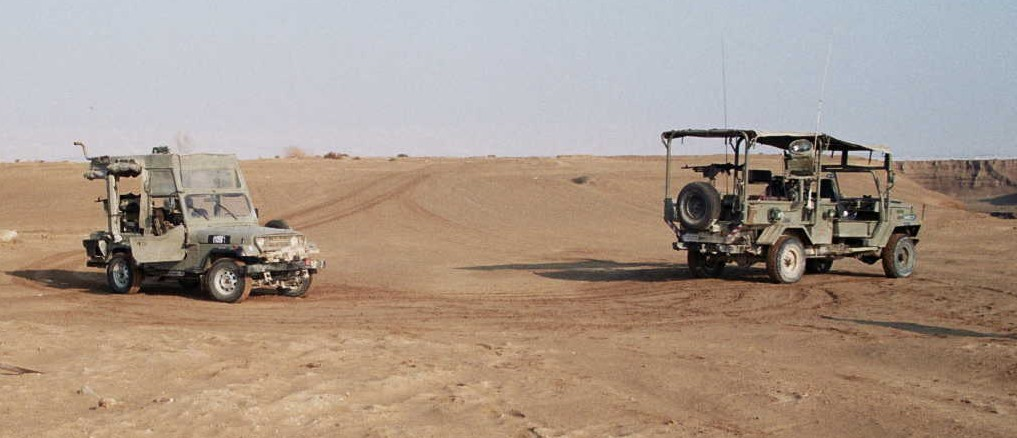
أيه آي إل ستورم 1 (يسار)، أيه آي إل أبير (يمين).

ومن بين المزايا المهمة الأخرى الأبعاد الضيقة التي تتمتع بها سيارة ستورم، والتي تسمح لها بعبور الأزقة الضيقة الشائعة في العديد من مدن الشرق الأوسط، وهي الأماكن التي لا تستطيع سيارات الهمفي المدرعة دخولها إلا بصعوبة بالغة وقابلية للمناورة ضئيلة، إن وجدت. تعتبر الأبواب الخلفية ذات الارتفاع الكامل والتي تسمح بالنشر السريع للقوات المجهزة بالكامل في القتال ميزة أخرى مقارنة بالمركبات المماثلة.

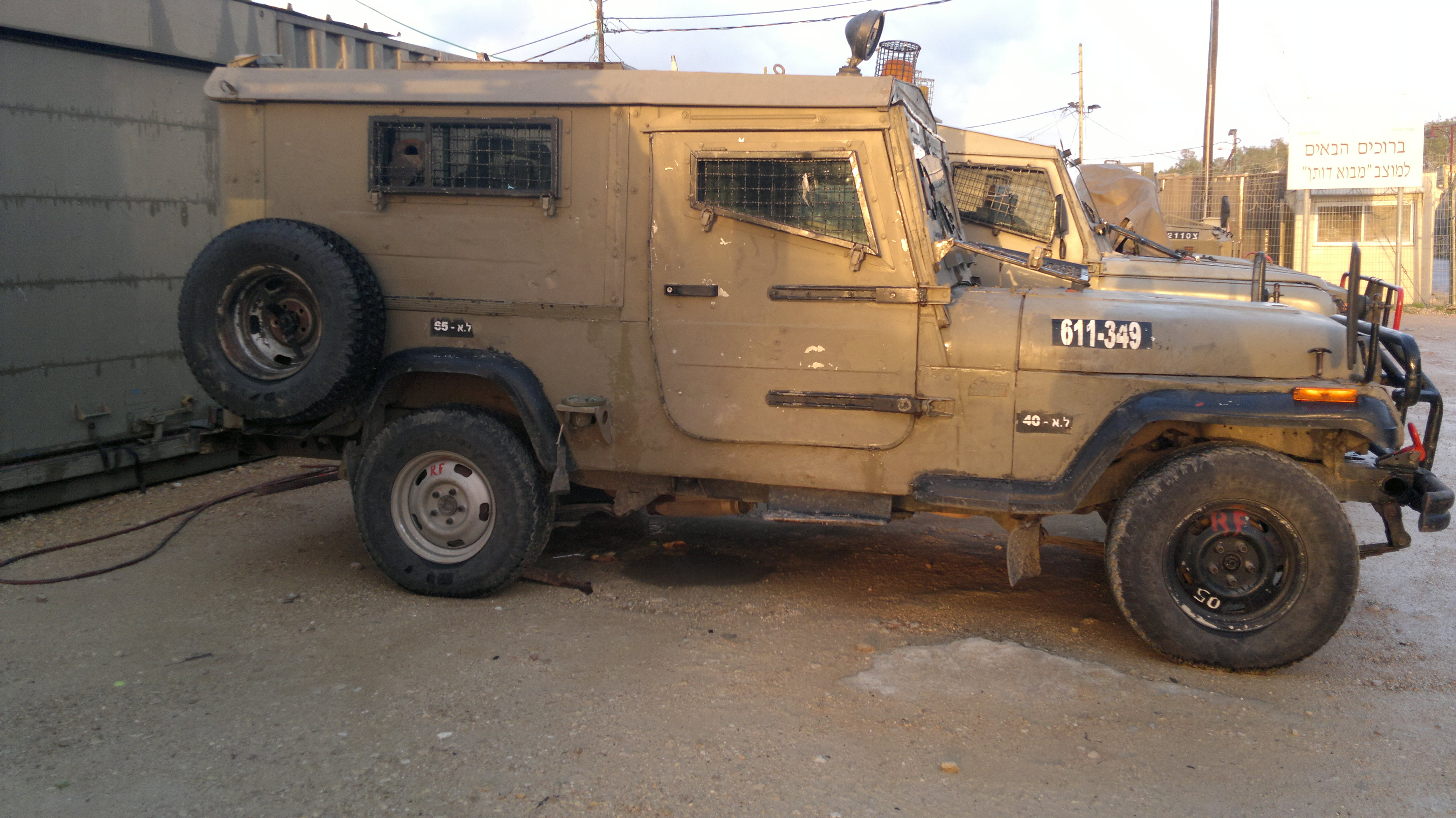
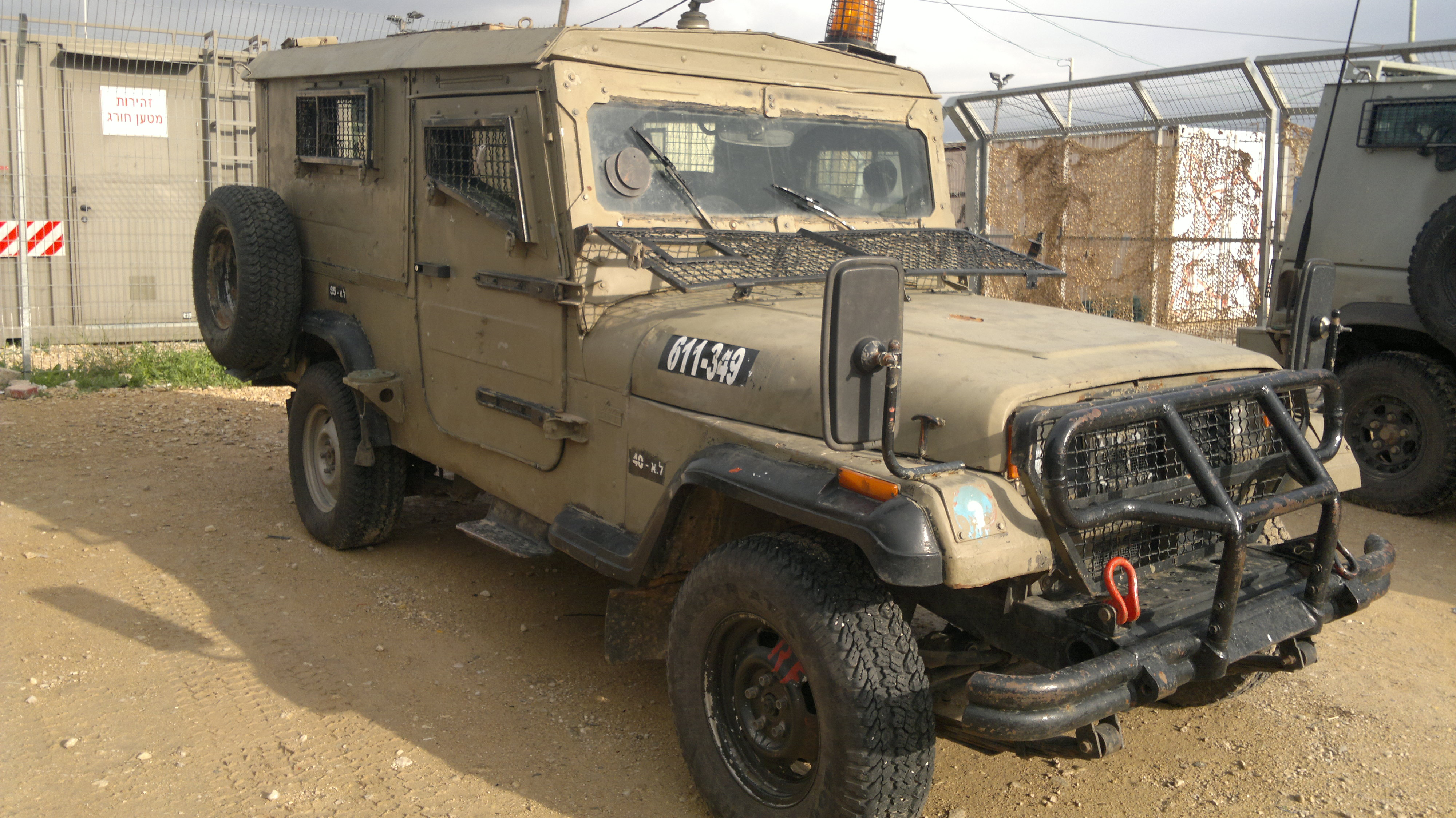
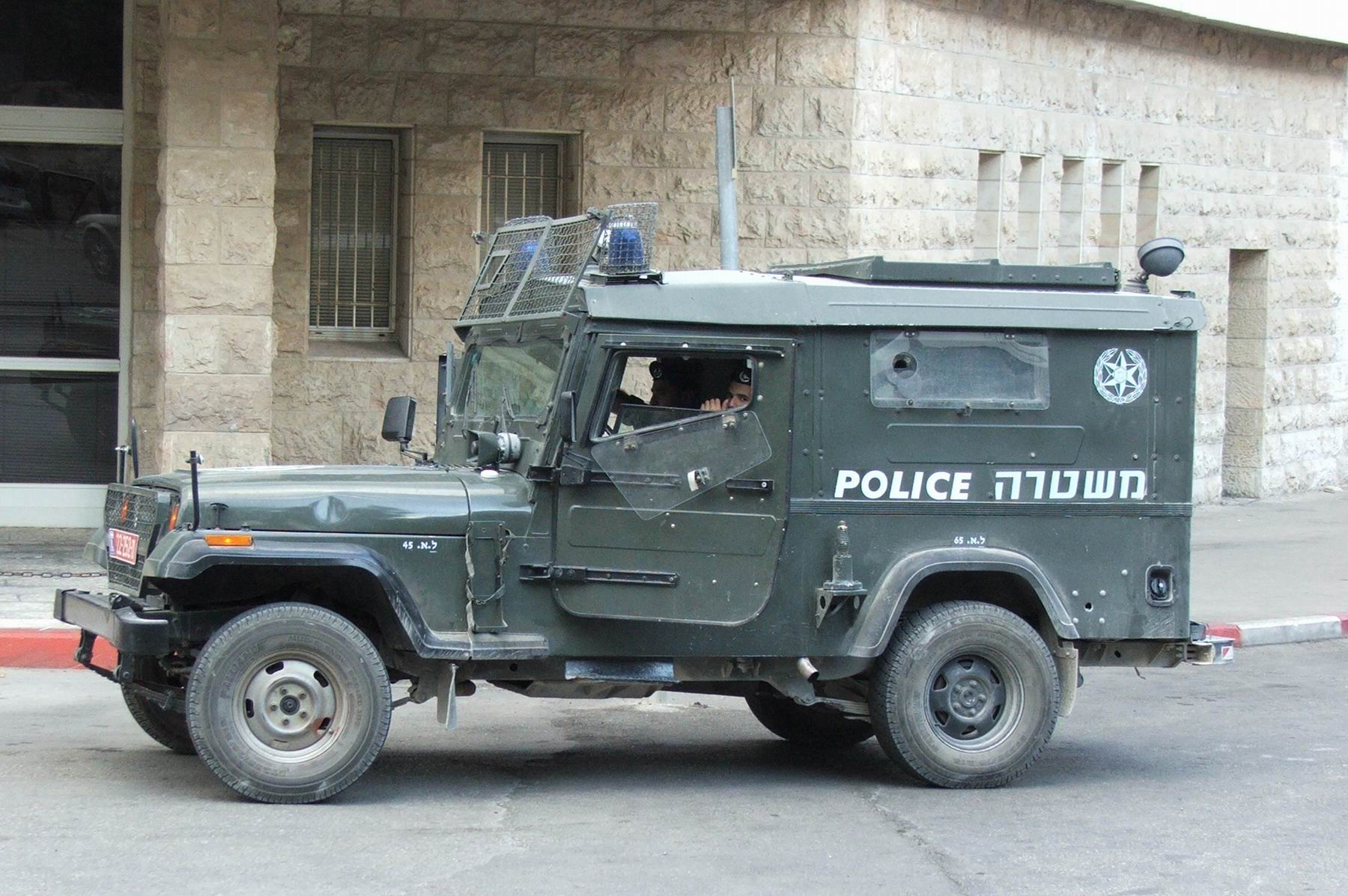

### الاستخدام المدني
قُدم الجيل الأول من سيارات ستورم للعامة في إسرائيل من عام 1992 إلى عام 2001. وقد اشترى عدد صغير منها مباشرة من قبل المستهلكين من القطاع الخاص، في حين حصلت شركات مملوكة للحكومة الإسرائيلية على أعداد كبيرة من سيارات ستورم المستعملة؛ من هذه الشركات شركة الكهرباء الإسرائيلية وشركة مياه ميكوروت، فضلًا عن هيئة المتنزهات الوطنية وشرطة إسرائيل. تحظى سيارات ستورم المعدلة بشعبية كبيرة بين عشاق القيادة على الطرق الوعرة في إسرائيل.

## تاريخ العمليات
- في 20 أبريل 2025، استهدفت قوة من كتائب القسام في كمين سيارة من طراز ستورم على طريق في بيت حانون، استخدمت القوة الفلسطينية القذائف المدفوعة صاروخيًّا والأسلحة النارية. أظهرت مقاطع الفيديو انقلاب السيارة وأجهز المقاتلون الفلسطينيون على من فيها.[9]